# Living in the Material World
| 전문가 평가                   | 전문가 평가 |
| 평가 점수                     | 평가 점수   |
| 출처                          | 점수        |
| ----------------------------- | ----------- |
| AllMusic                      | [ 1 ]       |
| Blender                       | [ 2 ]       |
| Classic Rock                  | 8/10        |
| Mojo                          | [ 4 ]       |
| The Music Box                 | [ 5 ]       |
| MusicHound Rock               | 3.5/5       |
| Music Story                   | [ 7 ]       |
| PopMatters                    | [ 8 ]       |
| The Rolling Stone Album Guide | [ 9 ]       |

《Living in the Material World》는 1973년 5월 30일에 애플 레코드로 발매된 영국의 싱어송라이터 조지 해리슨의 네 번째 스튜디오 음반이다. 1970년대 이후 비평가들로부터 호평을 받은 《All Things Must Pass》와 그의 선구적인 자선 사업인 콘서트 포 방글라데시는 그 해의 가장 기대되는 것 중 하나였다. 이 음반은 발매 이틀 후 미국 음반 산업 협회로부터 미국에서 해리슨의 두 번째 1위 음반이 되는 과정에서 골드를 인증을 받았으며, 세계적으로 히트한 〈Give Me Love (Give Me Peace on Earth)〉를 프로듀싱을 했다. 이 그룹은 캐나다와 호주에서도 음반 차트 1위를 차지했고 영국에서도 2위를 차지했다.
《Living in the Material World》는 슈퍼스타로서의 지위에 맞서 정신적으로 깨달음을 얻기 위한 해리슨의 노력과 많은 해설자들이 그의 경력에서 가장 훌륭한 기타와 성악적인 연주라고 생각하는 것을 반영하면서 그 노래들의 타협하지 않는 서정적인 내용으로 유명하다. 《All Things Must Pass》와 대조적으로 해리슨은 니키 홉킨스, 게리 라이트, 클라우스 부어만, 짐 켈트너로 구성된 핵심 그룹을 이용해 《Living in the Material World》 제작 규모를 축소했다. 링고 스타, 존 바햄, 인도의 고전 음악가 자키르 후세인도 이 음반의 다른 기부자들 중 하나였다.
발매와 동시에 《롤링 스톤》은 "팝 클래식"이라고 표현했는데, 이 작품은 "광채에 기적처럼 믿음의 기사로 홀로 서 있다"는 작품이다. 대부분의 현대 평론가들은 비록 해리슨의 웅장한 작품에 못 미칠 수 밖에 없더라도 《Living in the Material World》은 《All Things Must Pass》의 가치 있는 계승자로 간주한다. 작가 사이먼 렝은 이 음반을 "잊혀진 블록버스터"로 지칭하며, "비틀즈 런던 시대의 마지막 작품인 한 시대의 종말"을 대표한다. EMI는 2006년 보너스 트랙과 함께 리마스터드 형식으로 음반을 재발매했고, 4곡의 필름 클립이 포함된 디럭스 에디션 CD/DVD 세트를 출시했다.

## 배경
조지 해리슨의 1971년~72년 방글라데시 신국 인도주의 원조 사업은 그에게 국제적인 영웅을 남겼지만, 모금된 돈이 어려운 사람들에게 돌아갈 길을 찾을 수 있도록 보장하려는 그의 노력에도 지치고 좌절했다. 해리슨은 1971년 8월 뉴욕 매디슨 스퀘어 가든에서 열린 두 번의 방글라데시 콘서트 쇼에 이어 1970년 세 번째 음반인 《All Things Must Pass》의 후속곡을 녹음하기보다는 1년 넘게 솔로 활동을 보류했다. 그해 12월 《디스크 앤 뮤직 에코》 매거진과의 인터뷰에서 피아니스트 니키 홉킨스는 존 레논의 〈Happy Xmas (War Is Over)〉 싱글을 위한 뉴욕 세션에 막 참석했는데 해리슨이 "약 2시간에서 3시간 분량의 신곡을 연주했다"고 덧붙였다. 홉킨스는 해리슨의 다음 솔로 음반 작업이 1월이나 2월에 프리어 파크에 있는 그의 새 홈 스튜디오에서 시작될 것이라고 제안했지만, 그러한 계획은 해리슨의 방글라데시 구호 프로젝트에 대한 헌신에 의해 취소되었다.
1971년 마지막 몇 달 동안 그는 링고 스타와 애플 레코드 멘토링 론 & 데렉 반 이튼의 싱글을 프로듀싱을 하고 라비 샹카르의 다큐멘터리 《라가》를 홍보하는 데 도움을 주는 시간을 가졌지만, 해리슨의 다음 프로젝트는 1972년 8월에 이르러서야 실라 블랙이 작곡한 곡 〈When Every Song Is Sung〉을 녹음했다.

## 곡 목록
모든 곡들은 조지 해리슨에 의해 작사/작곡하였다.

### 오리지널 발매
| #  | 제목                                      | 재생 시간 |
| -- | ----------------------------------------- | --------- |
| 1. | 〈Give Me Love (Give Me Peace on Earth)〉 | 3:36      |
| 2. | 〈Sue Me, Sue You Blues〉                 | 4:48      |
| 3. | 〈The Light That Has Lighted the World〉  | 3:31      |
| 4. | 〈Don't Let Me Wait Too Long〉            | 2:57      |
| 5. | 〈Who Can See It〉                        | 3:52      |
| 6. | 〈Living in the Material World〉          | 5:31      |

| #  | 제목                                             | 재생 시간 |
| -- | ------------------------------------------------ | --------- |
| 1. | 〈The Lord Loves the One (That Loves the Lord)〉 | 4:34      |
| 2. | 〈Be Here Now〉                                  | 4:09      |
| 3. | 〈Try Some, Buy Some〉                           | 4:08      |
| 4. | 〈The Day the World Gets 'Round〉                | 2:53      |
| 5. | 〈That Is All〉                                  | 3:43      |

### 2006년 리마스터
| #  | 제목            | 재생 시간 |
| -- | --------------- | --------- |
| 1. | 〈Deep Blue〉   | 3:47      |
| 2. | 〈Miss O'Dell〉 | 2:33      |

### 2014년 리마스터
| #  | 제목            | 재생 시간 |
| -- | --------------- | --------- |
| 1. | 〈Deep Blue〉   | 3:47      |
| 2. | 〈Miss O'Dell〉 | 2:33      |
| 3. | 〈Bangla Desh〉 | 3:57      |

## 인증
| 국가                       | 인증 | 판매량/출하량 |
| -------------------------- | ---- | ------------- |
| 오스트레일리아 (ARIA)      | 골드 | 35,000^       |
| 캐나다 (뮤직 캐나다)       | 골드 | 50,000^       |
| 미국 (RIAA)                | 골드 | 500,000^      |
| ^출하량을 기반으로 한 인증 |      |               |